# Vườn quốc gia Alaungdaw Kathapa
Vườn quốc gia Alaungdaw Kathapa là một vườn quốc gia nằm ở Myanmar. Được thành lập vào năm 1989, nó có diện tích 1.402,8 km2 (541,6 dặm vuông Anh) và đã được công nhận là Vườn di sản ASEAN. Địa hình của khu vực này dao động từ 135–1.335 m (443–4.380 ft) thuộc địa phận hành chính của hai thị trấn Kani và Mingin, thuộc vùng Sagaing.